# فلاديمير غارسيا
فلاديمير غارسيا هو لاعب كرة قاعدة كوبي، ولد في 4 يوليو 1982 في مورون في الأرجنتين.

## وصلات خارجية
- فلاديمير غارسيا على موقعبيزبول رفرنس.كوم (الدوري الثانوي) (الإنجليزية)